# Parc zoològic de Kíiv
El Parc zoològic de Kíiv (en ucraïnès: Київський Зоопарк) és un dels zoològics més grans de l'antiga Unió Soviètica i l'únic zoològic a Kíiv, la capital d'Ucraïna. S'estén sobre prop de 34 hectàrees (99 acres), el zoològic és atès per un equip de 378 persones i rep al voltant de 280.000 visitants a l'any.
El parc zoològic de Kíiv va ser establert per primera vegada el 1909 per la Societat d'amants de la naturalesa i va ser finançat per diverses donacions privades. Durant els seus primers anys, el zoològic va experimentar algunes dificultats econòmiques i només mostrava 17 espècies d'animals.
Des de 1914, en plena expansió de la inestabilitat política a la Rússia Imperial, el desenvolupament del zoològic va ser difícil. Només després de la Revolució Russa el zoològic va tornar a recuperar-se. Durant la dècada de 1940 (Segona Guerra Mundial), Kíiv va ser ocupada per les forces nazis, i el zoològic va ser utilitzat per la guarnició alemanya. Els animals van ser evacuats de Kíiv, i tornarien només després del final de la guerra.
L'any 1970 s'hi va afegir el pavelló dels ocells, considerat fins avui dia el més gran d'Europa. L'any 1982 es va presentar l'Illa dels Animals, separada dels visitants per petits canals. L'illa dels animals acull els grans felins del zoològic.
El 1996, el zoo va ser admès a l'European Association of Zoos and Aquaria, tot i que el 2017 va ser expulsat per les condicions de vida dels animals. L'any 2009, el govern d'Ucraïna va publicar un segell postal per commemorar el 100è aniversari del zoo.
El 26 de febrer de 2022, durant la invasió russa d'Ucraïna, es van produir diversos combats al voltant d'aquest equipament. El zoo va tancar indefinidament les seves portes però els cuidadors van continuar tenint cura dels animals. Al cap de pocs dies, però, bona part dels animals van ser transportats a un santuari de Poznan, a Polònia.

## Galeria

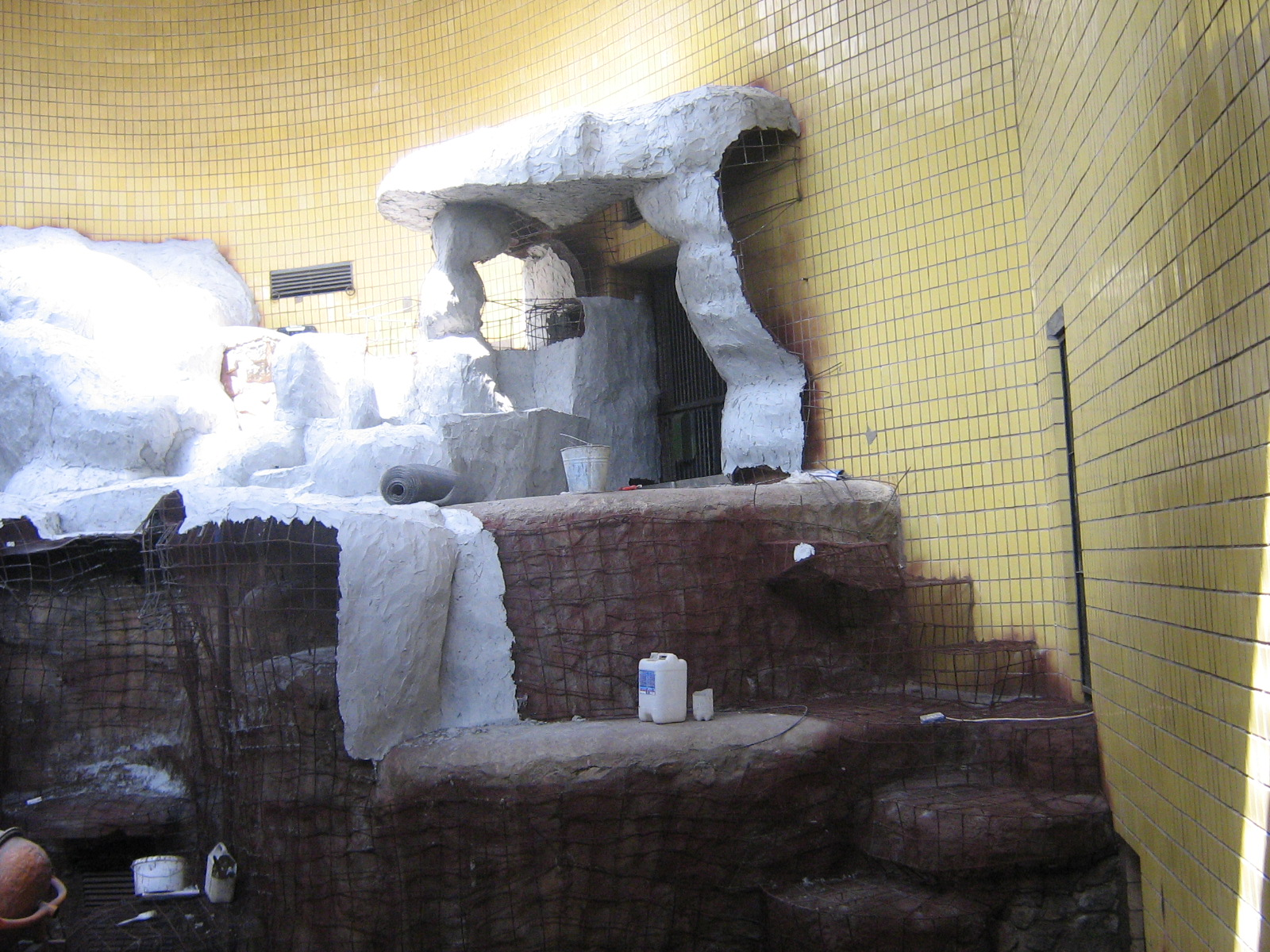
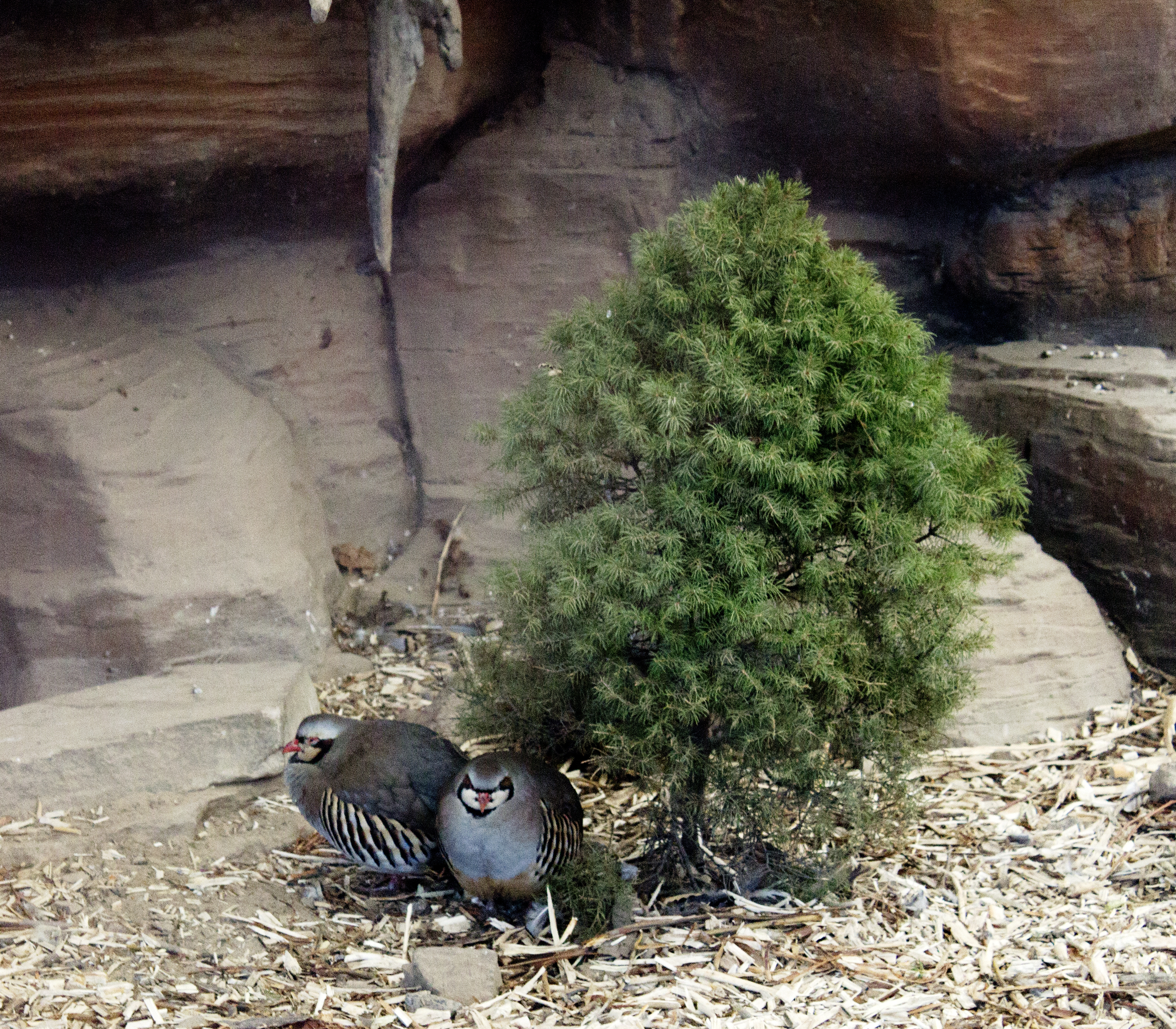
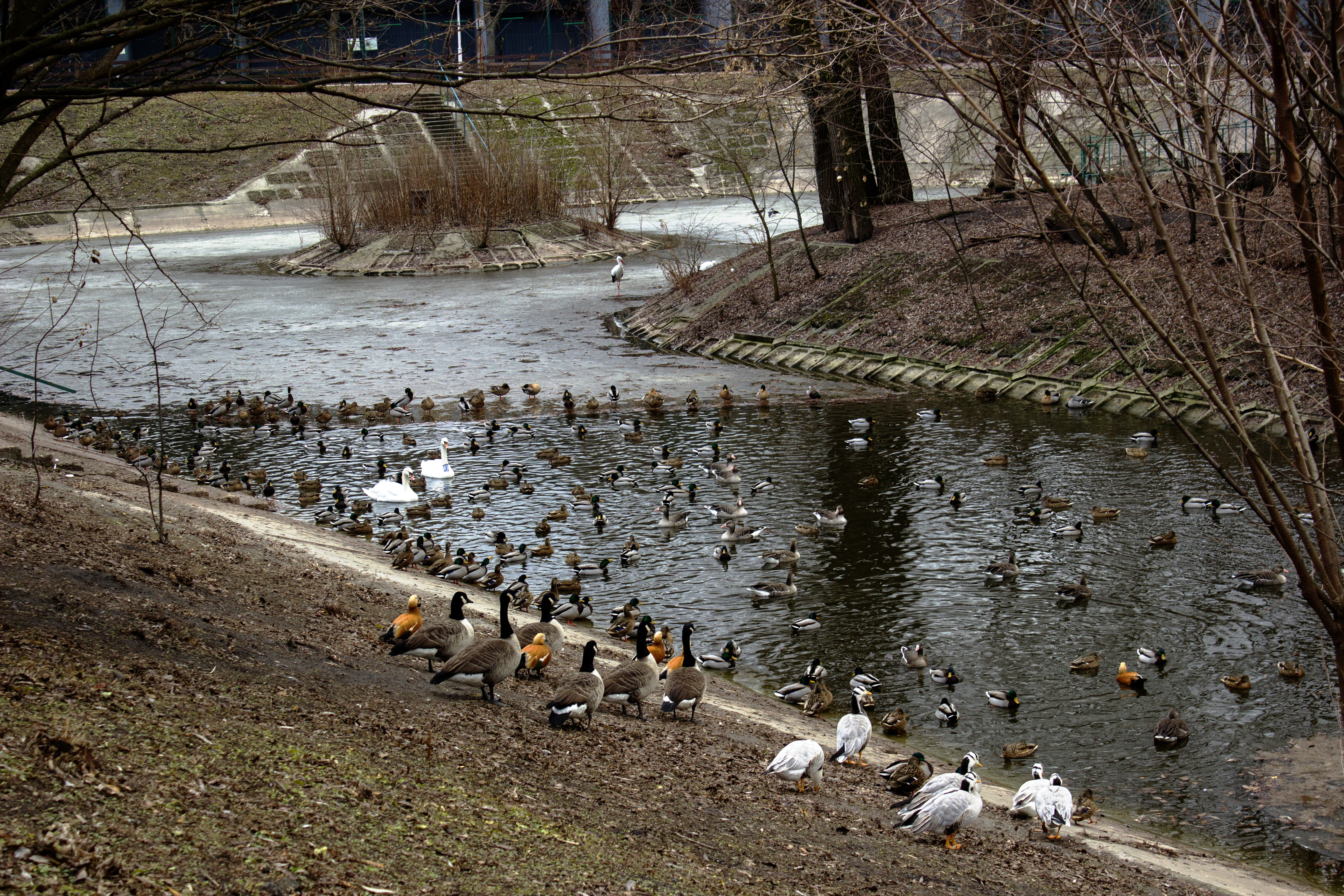
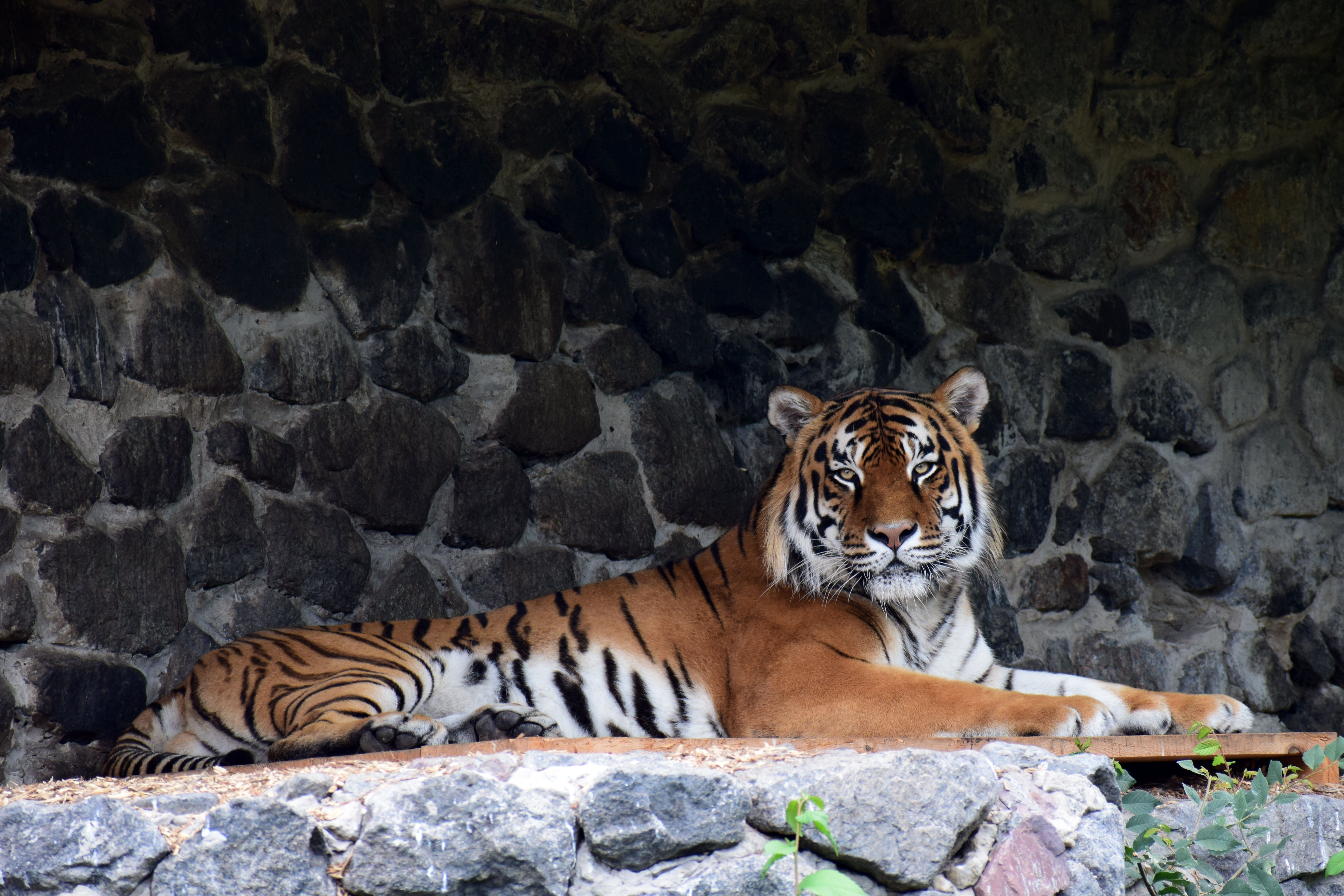
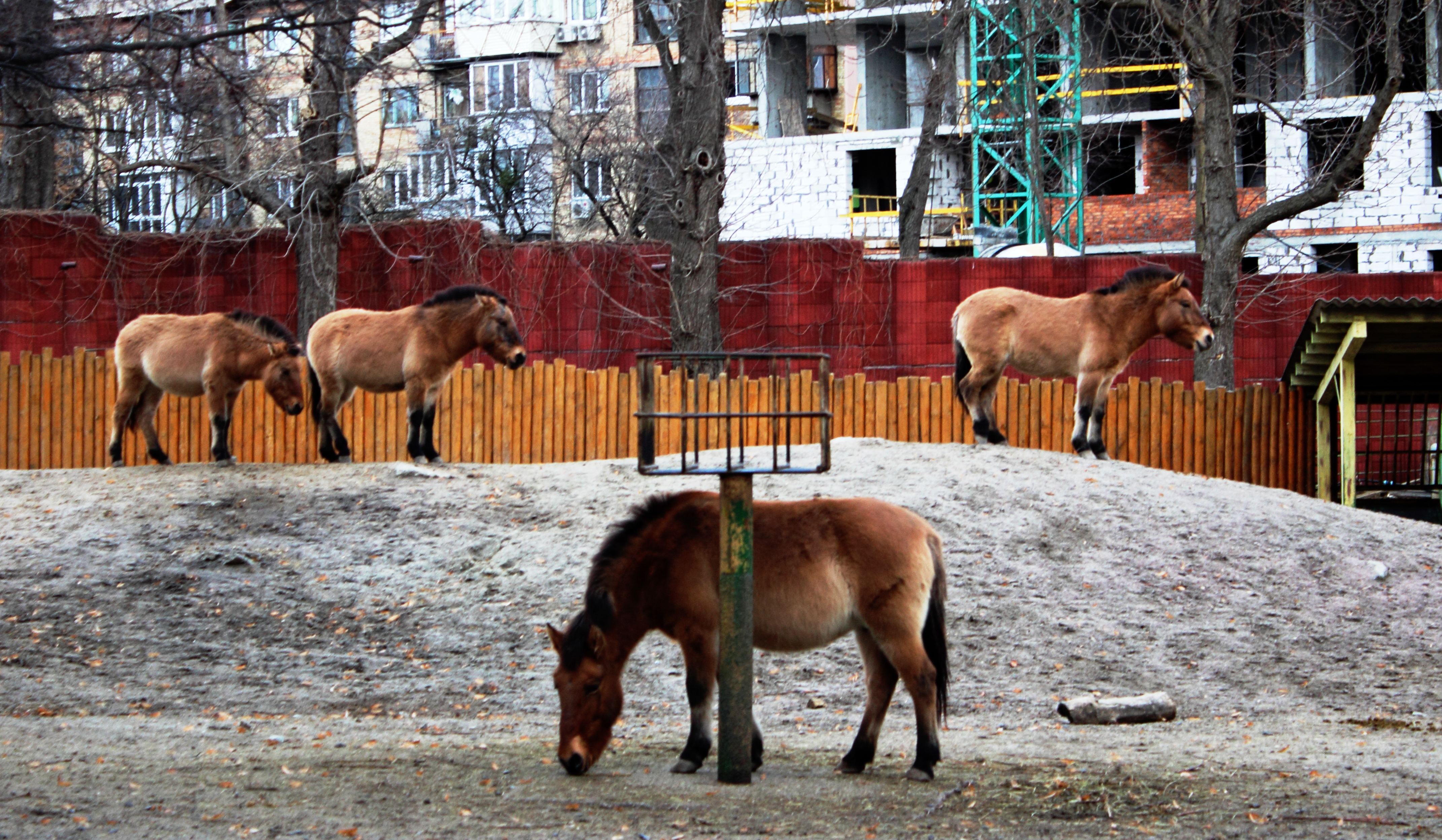
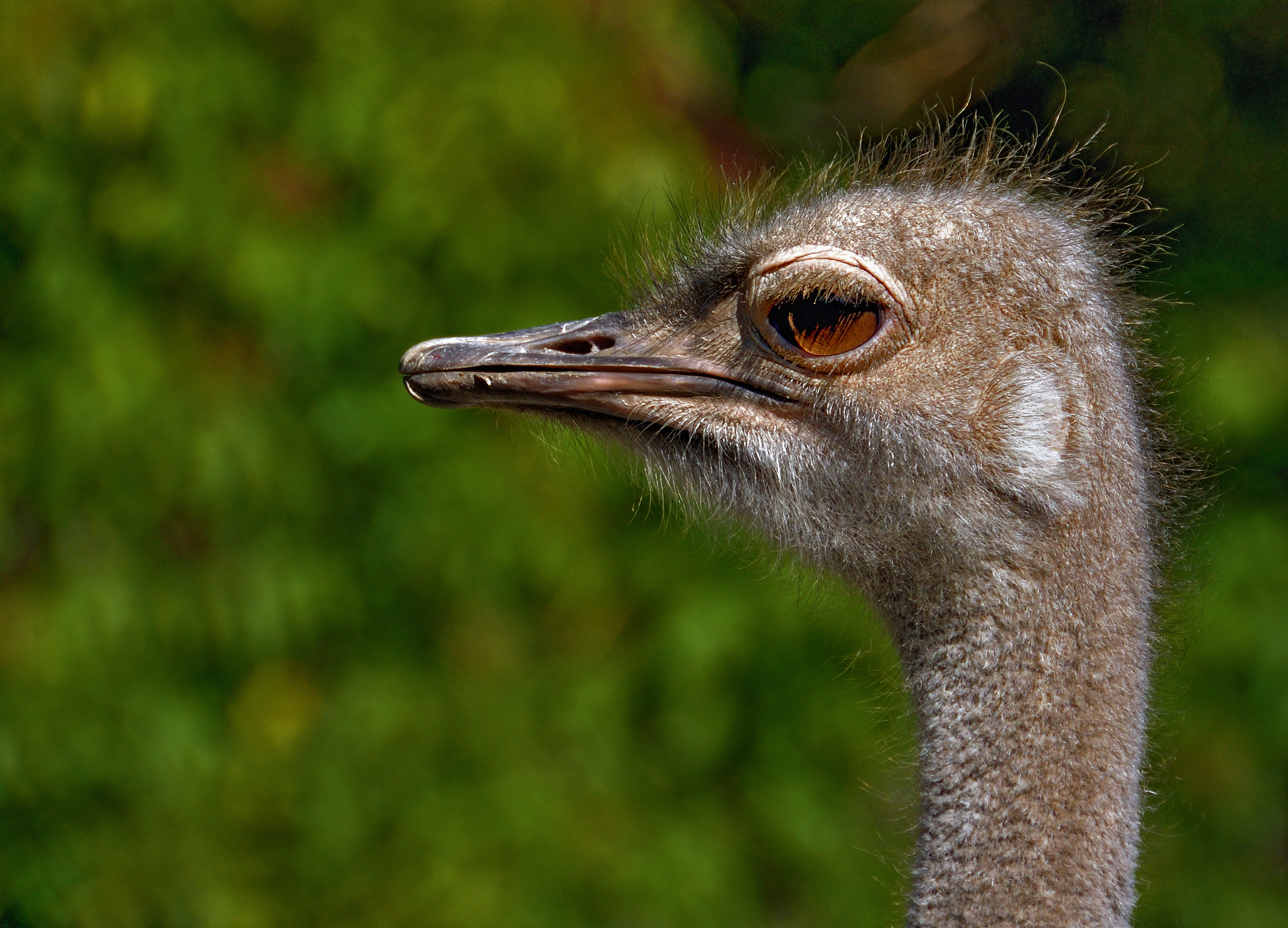
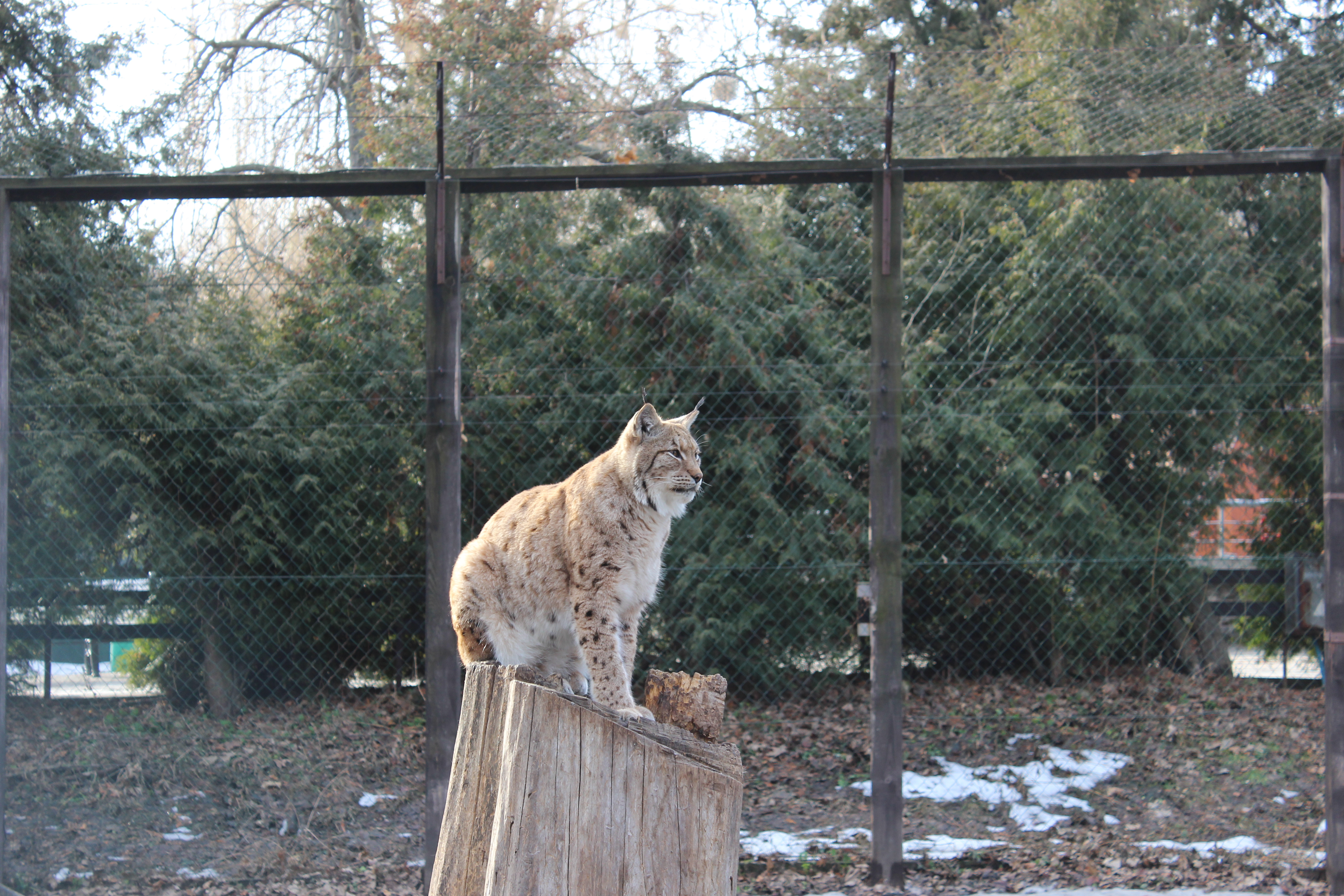
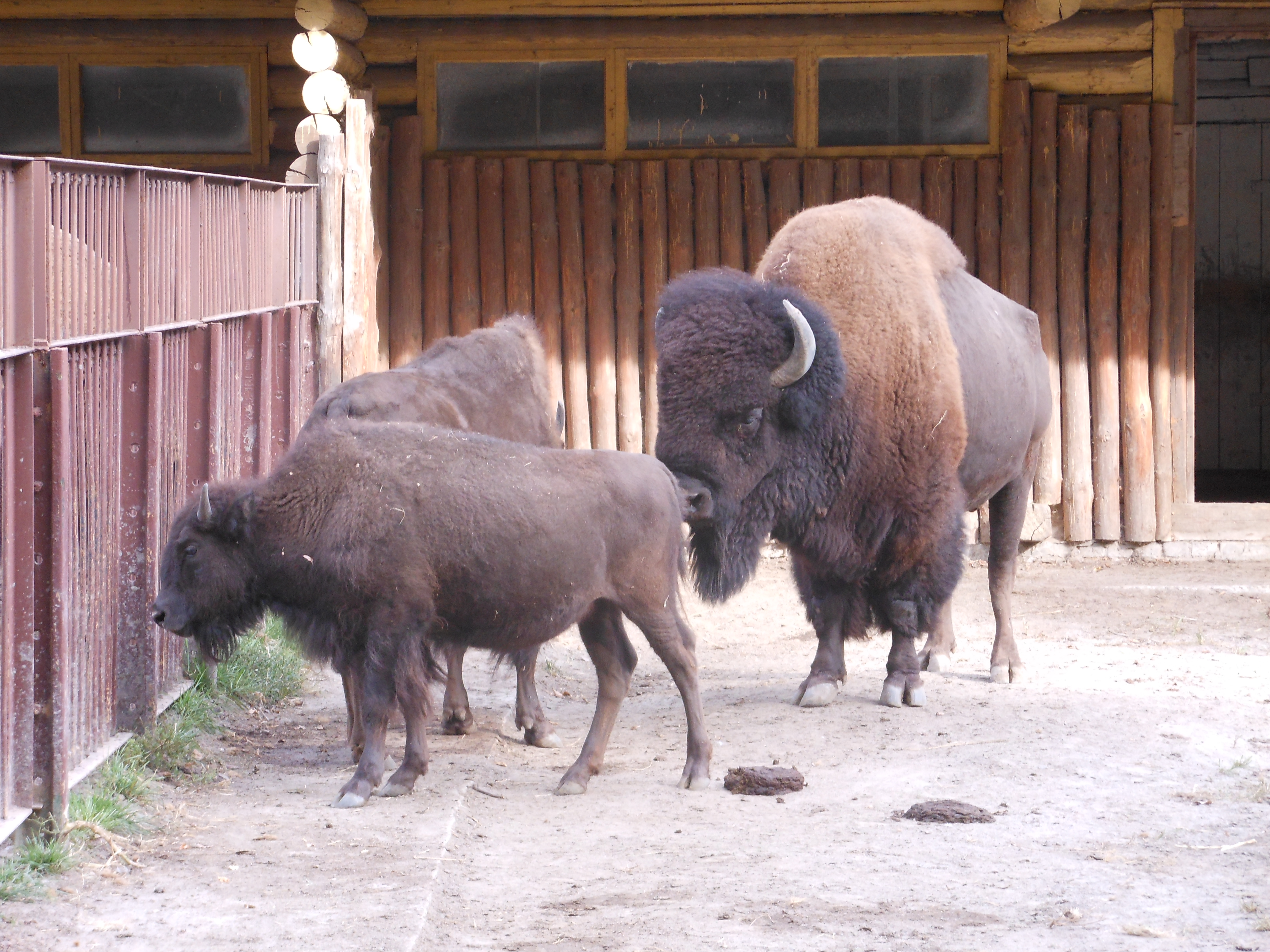
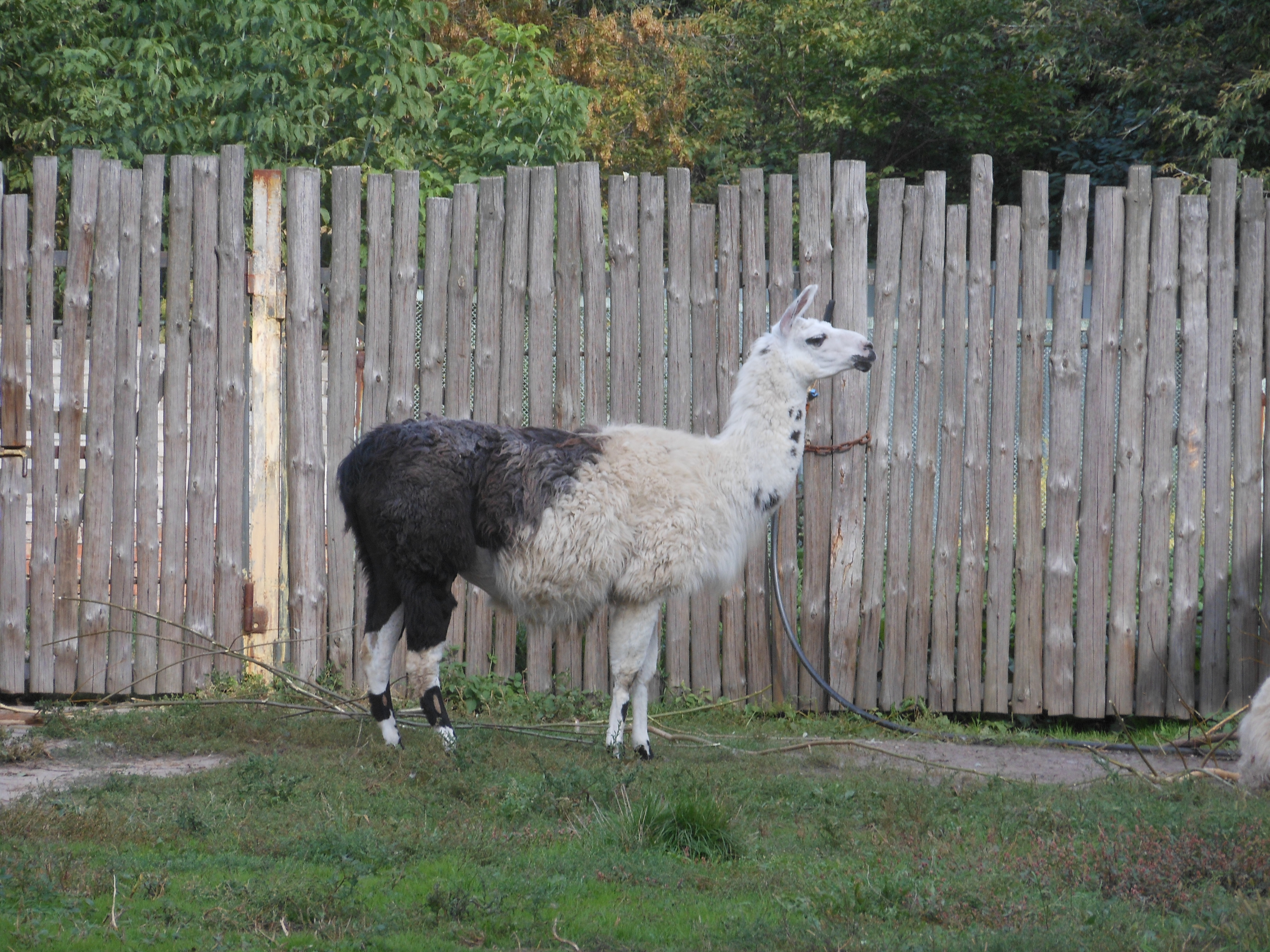
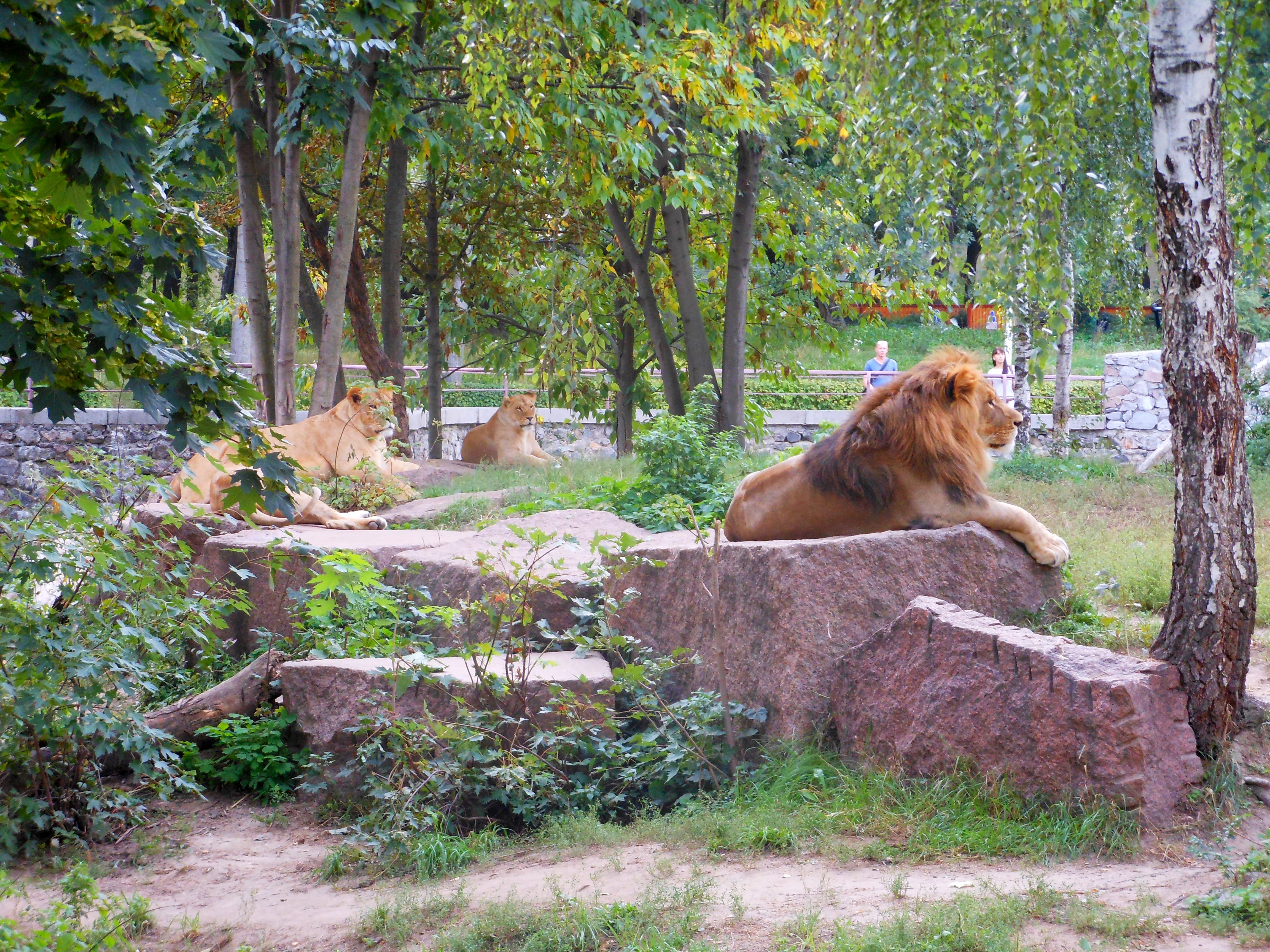
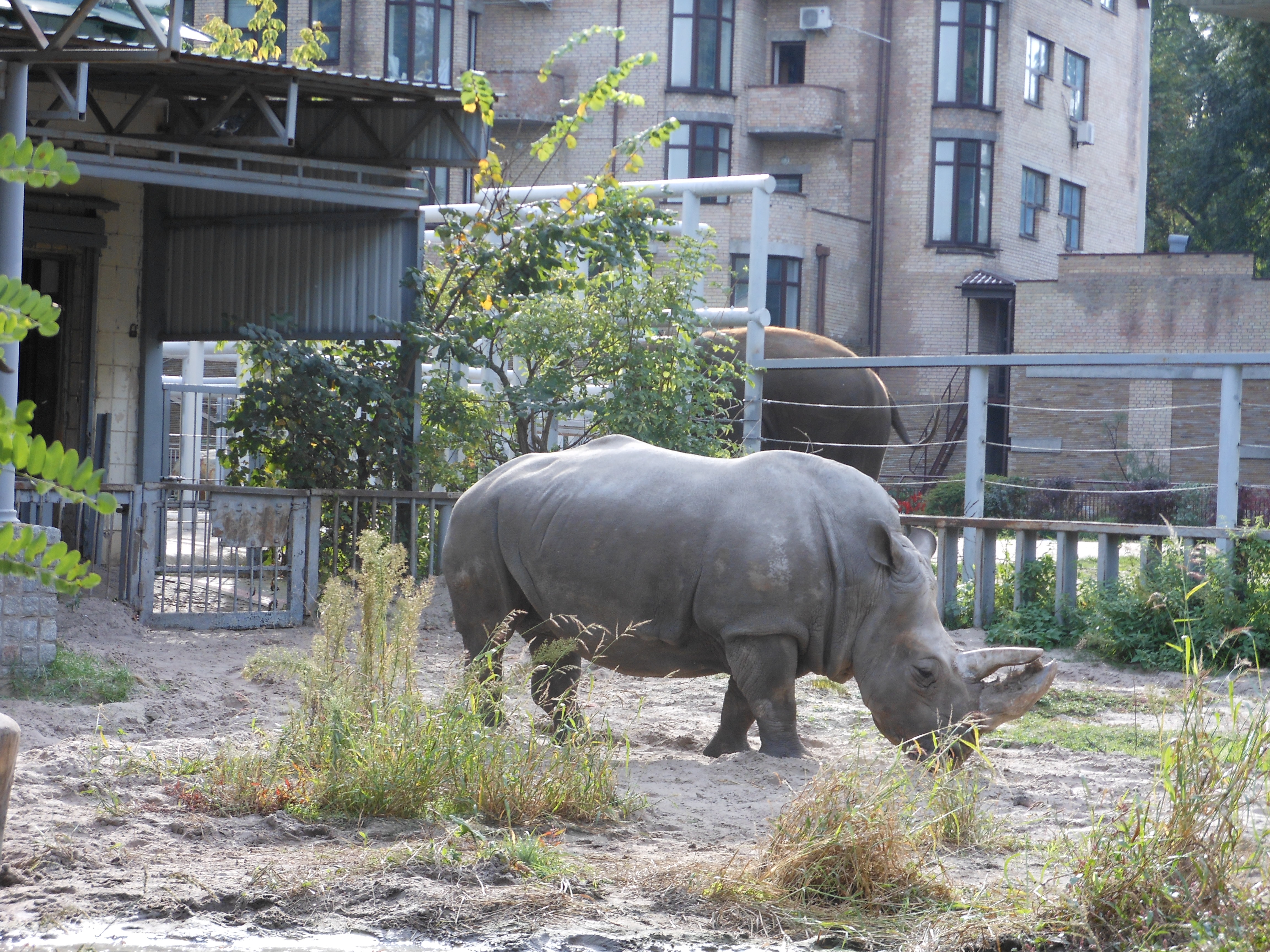
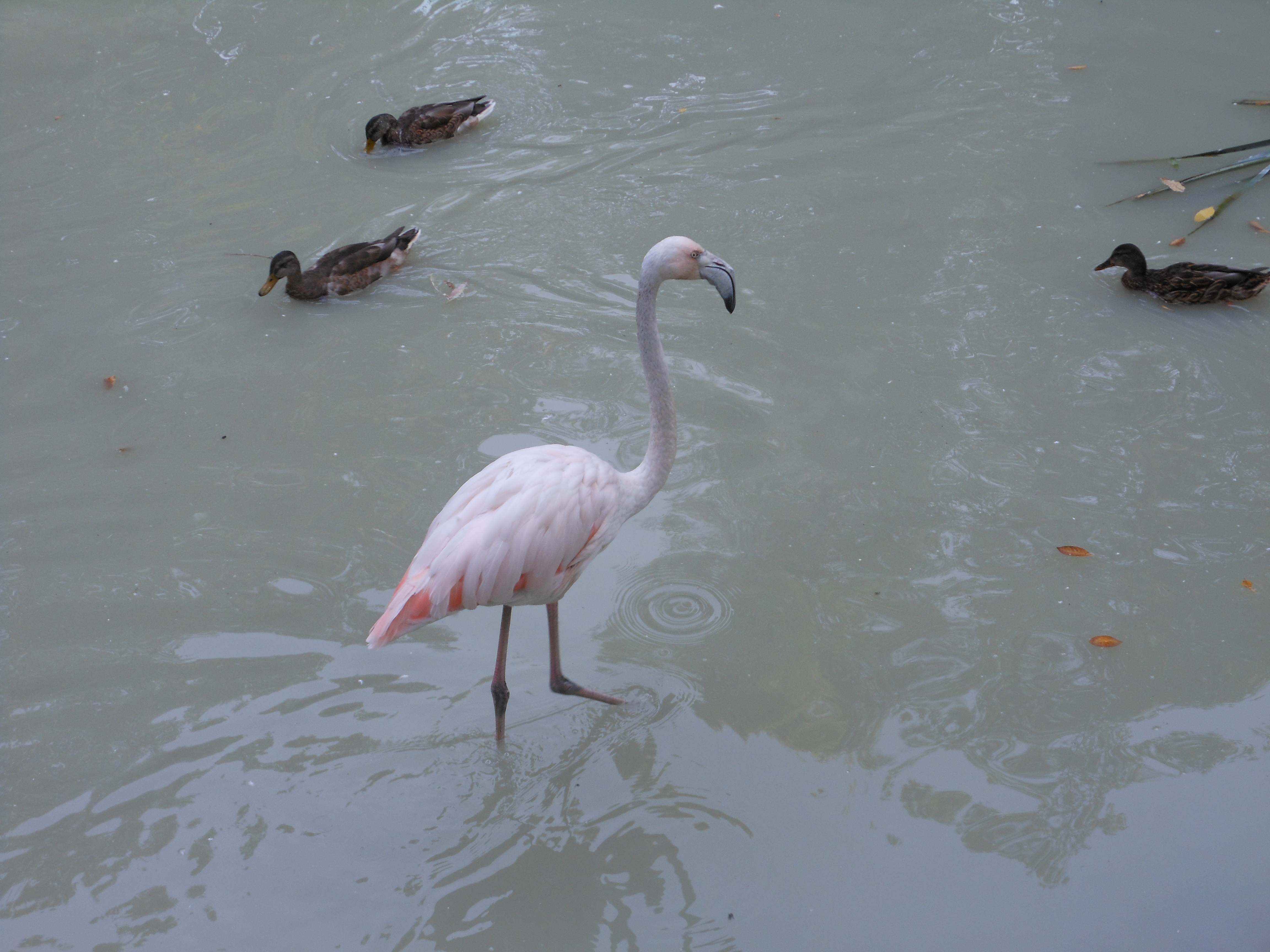
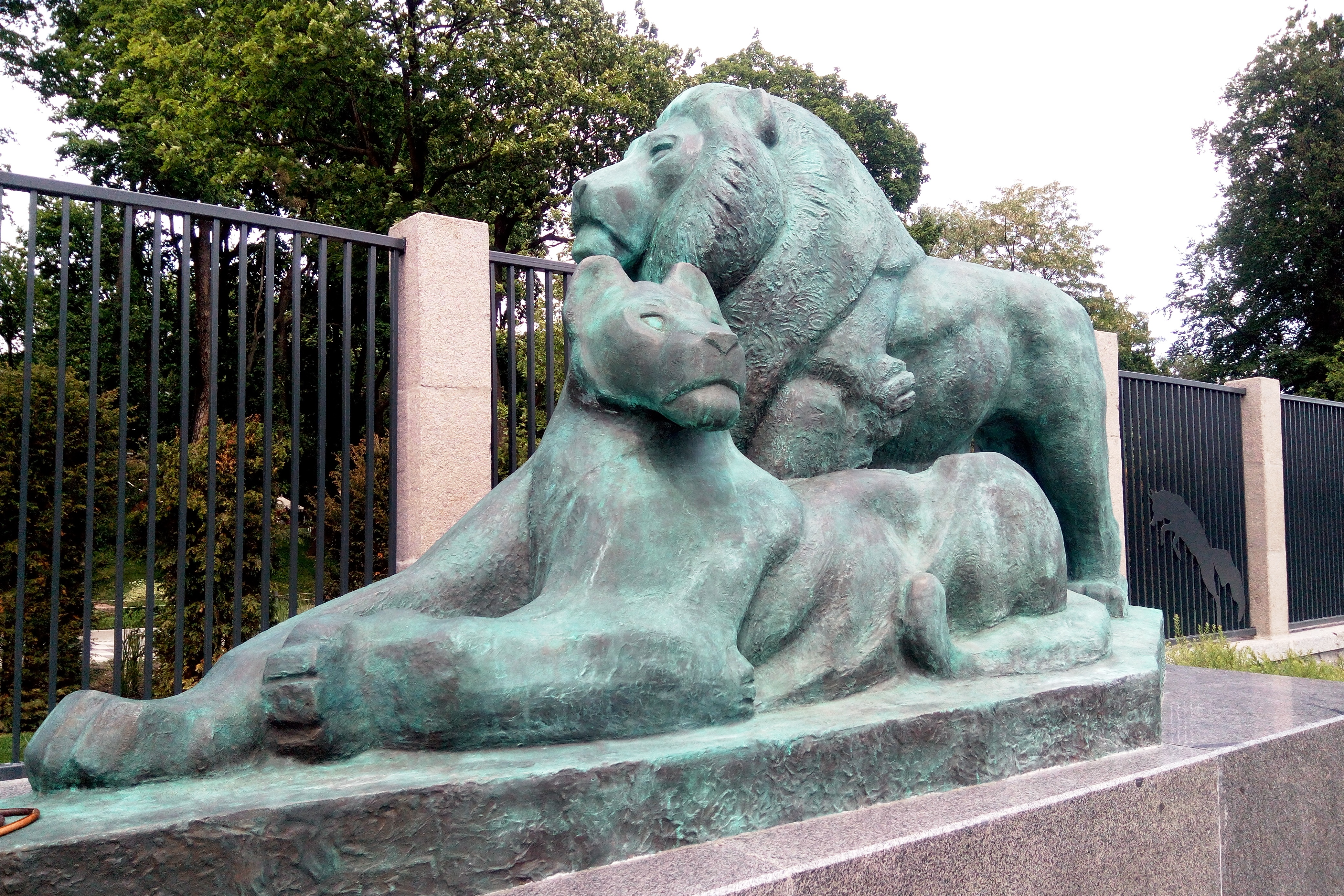
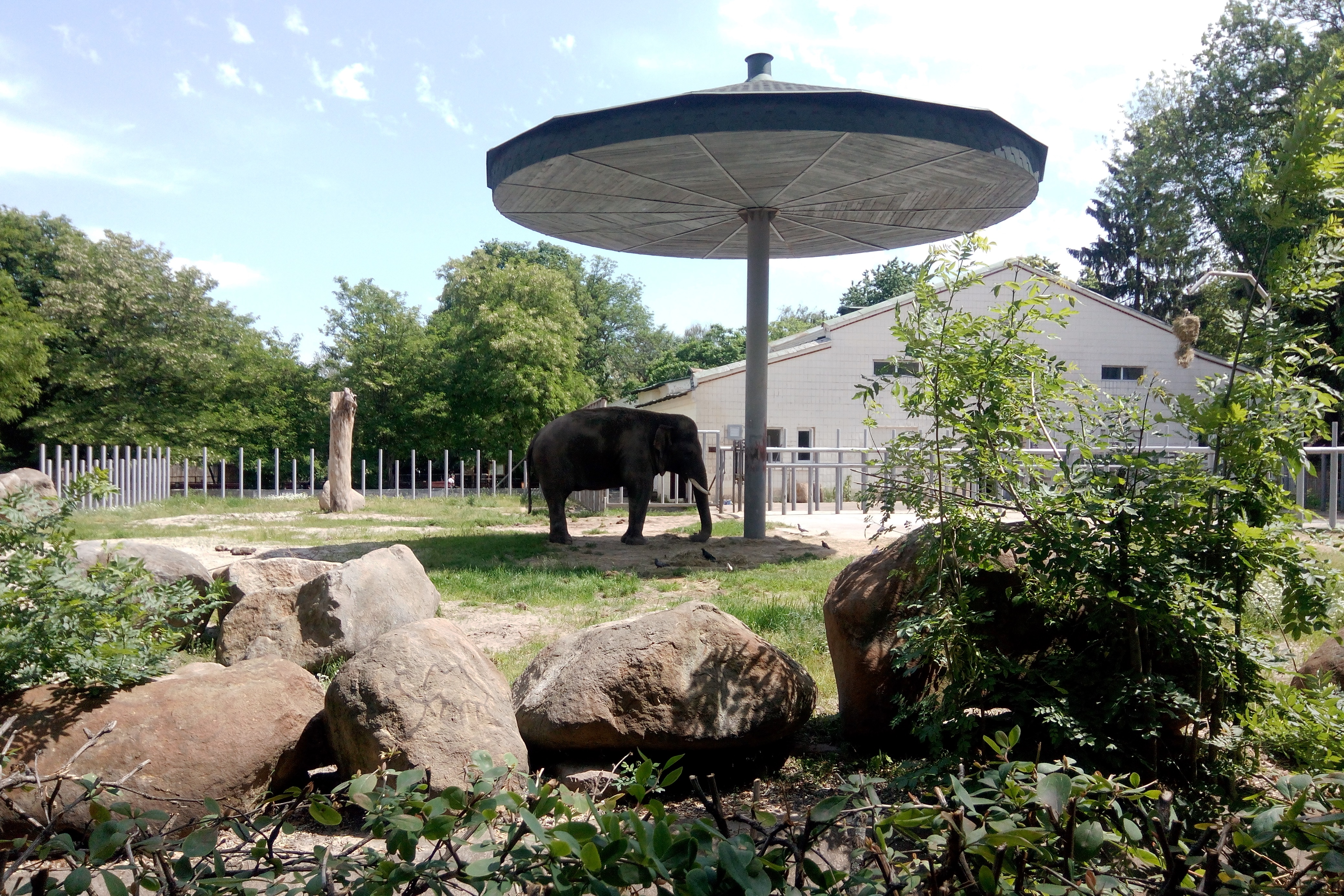
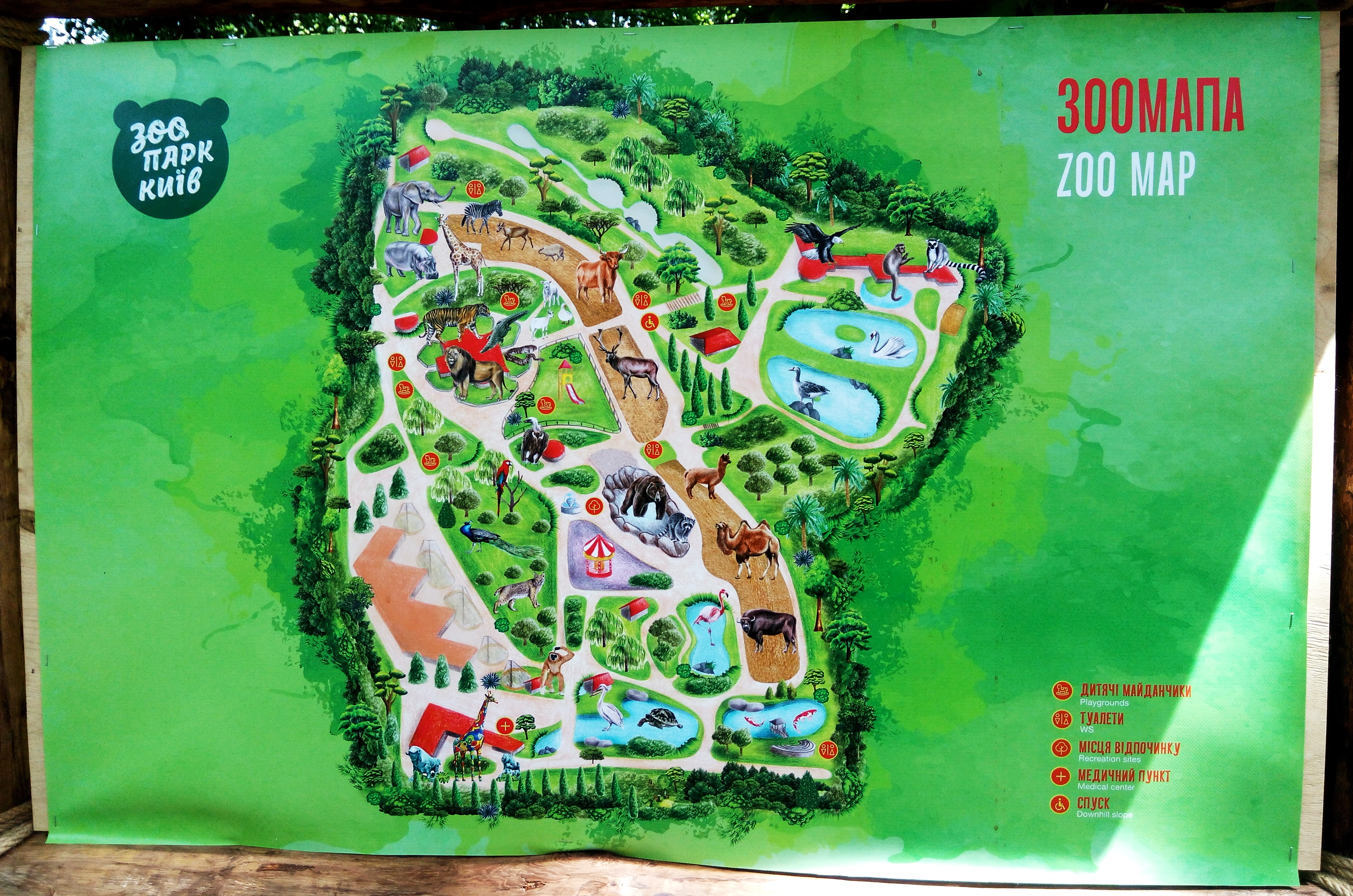
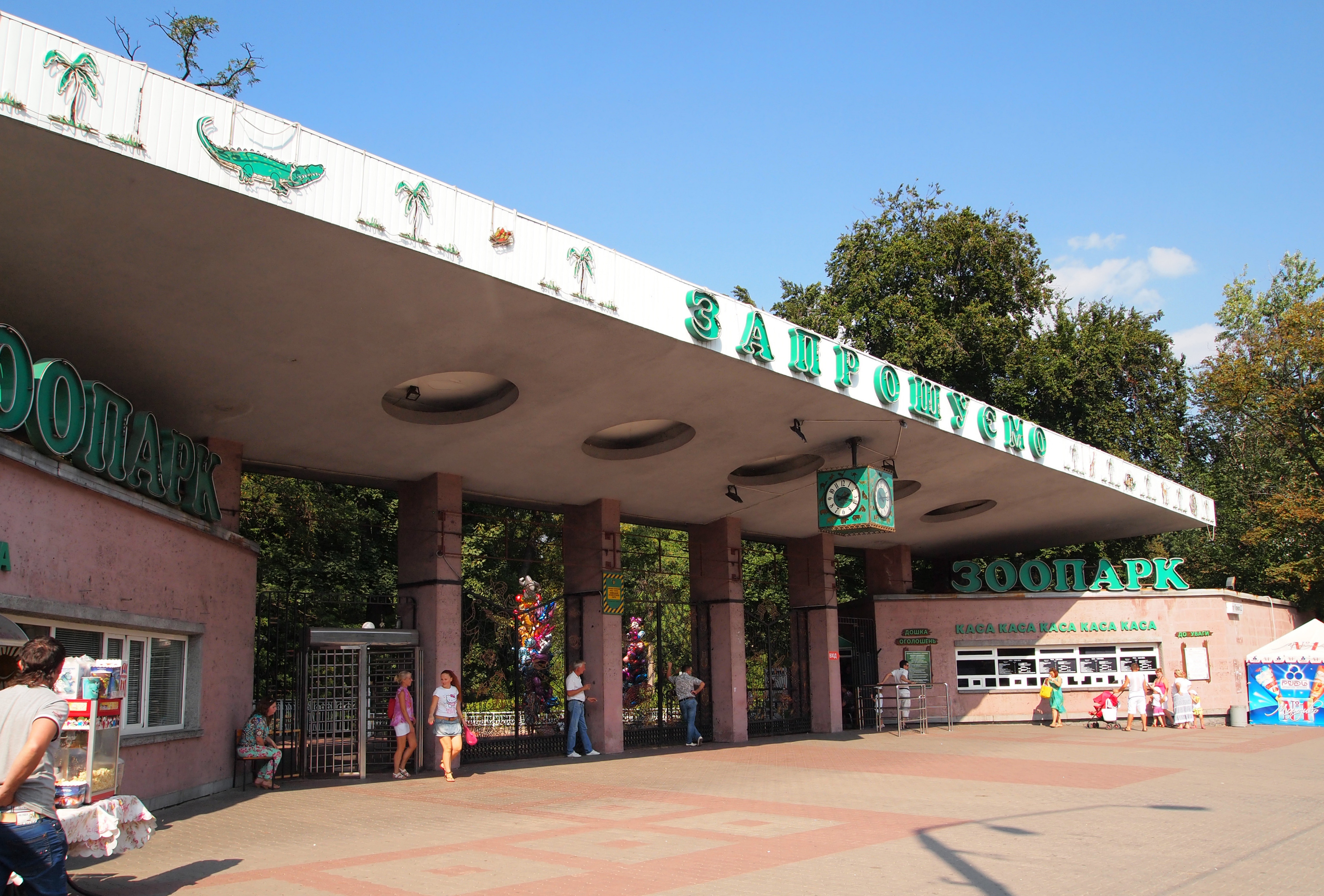